# Maurice Luttikhuis
Maurice Luttikhuis (Enschede, 7 november 1963) is een Nederlands dirigent, die vooral bekend is van grote musicals. 

## Carrière
Luttikhuis komt uit een muzikale familie. Zijn vader Rinus Luttikhuis was dirigent van verschillende koren in Oost Nederland, waaronder het bekende kinderkoor De Wesseltjes. Maurice zong in zijn jonge jaren ook in dat koor. Maurice Luttikhuis studeerde piano en viool vanaf achtjarige leeftijd. Hij volgde aan het Twents Conservatorium directielessen bij Tajiro Iimori. Daarna vertrok hij naar het Rotterdams Conservatorium waar hij compositie/arrangeren lichte muziek studeerde bij Frans Elsen en Ruud Bos. In 1987/88 was hij vaste pianist van het Deep River Quartet, waarmee hij meer dan 100 optredens verzorgde in binnen- en buitenland. Daarna rolde Luttikhuis de musicalwereld in en werd hij een veelgevraagd dirigent van musicals in Nederland.
In augustus 2025 zit Luttikhuis in de jury van het televisieprogramma "Het Max Orkest".

## Musicals
Als muzikaal leider/dirigent was hij werkzaam bij de volgende producties:
- 1988/1989 Barnum
- 1989/1990 Cabaret
- 1990 André van Duin Revue
- 1991/1992 Les Misérables
- 1992/1993 Cats
- 1993/1996 Phantom of the Opera
- 1996/1999 Miss Saigon
- 1999/2001 Elisabeth
- 2004/2006 The Lion King
- 2007       Le Roi Lion, Paris
- 2010 Ça Ira
- 2018       Elisabeth in Concert

## Overige producties
- Musical Awards
- Musicals in Ahoy
- Holiday on Ice
- Winter Classics, Classic  FM concertserie
- concerten De 3 Baritons
- Sef Thissen, Viva Classic Live Venlo